# هارون كوكس
هارون كوكس (بالإنجليزية: Aaron Cox) هو لاعب كرة قدم أمريكية أمريكي، ولد في 1 مارس 1965 في لوس أنجلوس في الولايات المتحدة.

## وصلات خارجية
- هارون كوكس على موقع مرجع كرة القدم المحترفة.كوم (الإنجليزية)